# Serbska Partia Postępowa
Serbska Partia Postępowa (serb. Српска напредна странка/Srpska napredna stranka, СНС/SNS) – serbska partia polityczna o profilu konserwatywnym, centroprawicowym i proeuropejskim, reprezentująca w zakresie poglądów gospodarczych nurt neoliberalny. Ugrupowanie uzyskało status partii stowarzyszonej w Europejską Partią Ludową i członkostwo w Międzynarodowej Unii Demokratycznej.

## Historia
Serbska Partia Postępowa powstała z inicjatywy grupy około 20 parlamentarzystów Serbskiej Partii Radykalnej, skupionej wokół Tomislava Nikolicia. Deputowani, reprezentujący umiarkowane i proeuropejskie skrzydło partii, założyli własną frakcję w Zgromadzeniu Narodowym. Partia formalnie powstała 21 października 2008, jej przewodniczącym został Tomislav Nikolić. Ugrupowanie deklarowało hasła walki z przestępczością i korupcją oraz poprawy jakości życia, zadeklarowało się jako opozycja wobec gabinetu kontrolowanego przez Partię Demokratyczną. SNS zyskiwała stopniowo coraz wyższe poparcie w badaniach opinii publicznej.
Na potrzeby wyborów parlamentarnych w 2012 wokół postępowców zorganizowano koalicję wyborczą z udziałem m.in. Nowej Serbii, Ludowej Partii Chłopskiej, Ruchu Socjalistycznego, Ruchu Siła Serbii i ugrupowań mniejszości narodowych. Koalicja ta zwyciężyła w głosowaniu, uzyskując 24% głosów i 73 mandaty. Tomislav Nikolić zwyciężył z kolei w wyborach prezydenckich w tym samym roku, rezygnując w związku z tym z kierowania partią. SNS przystąpiła do koalicyjnego rządu Ivicy Dačicia, jej nowym przewodniczącym został Aleksandar Vučić.
Serbska Partia Postępowa i jej liderzy zadeklarowali poparcie dla idei integracji europejskiej. Publicznie odcięli się też od haseł nacjonalistycznych i swojej dawnej działalności w ramach partii radykalnej. Tomislav Nikolić w 2013 w bośniackiej telewizji przeprosił za serbskie zbrodnie wojenne. W tym samym roku delegacja SNS w Zgromadzeniu Parlamentarnym Rady Europy została przyjęta do frakcji Europejskiej Partii Ludowej.
Przed przedterminowymi wyborami w 2014 SNS zorganizowała szeroką koalicję pod nazwą Przyszłość, w którą wierzymy. Sygnowano ją nazwiskiem Aleksandara Vučicia, a jej formalnymi uczestnikami poza SNS zostały Socjaldemokratyczna Partia Serbii, Nowa Serbia, Serbski Ruch Odnowy i Ruch Socjalistyczny. Na liście znaleźli się również przedstawicieli licznych innych ugrupowań, w tym większości formalnych sojuszników z poprzedniej kampanii wyborczej. Blok SNS zdecydowanie wygrał wybory z 16 marca 2014, otrzymując około 48% głosów, co przełożyło się na blisko 160 mandatów. 27 kwietnia 2014 przywódca SNS objął urząd premiera, stając na czele koalicyjnego rządu.
Poparcie dla postępowców utrzymywało się na poziomie wynoszącym około 50%. W styczniu 2016 Aleksandar Vučić wezwał do rozpisania przedterminowych wyborów parlamentarnych, motywując to potrzebą wyłonienia nowego stabilnego rządu na okres czterech lat, by po tym czasie Serbia spełniała warunki przyjęcia do Unii Europejskiej. Na potrzeby rozpisanych na kwiecień wyborów SNS odnowiła koalicję z SDPS i podpisano porozumienie z Partią Zjednoczonych Emerytów Serbii. Na liście wyborczej znaleźli się także przedstawiciele dotychczasowych sojuszników (Nowej Serbii, Ruchu Socjalistycznego, Serbskiego Ruchu Odnowy, Ruchu Siła Serbii, partii chłopskich), jak również kandydaci dwóch ugrupowań powstałych na skutek rozłamów w Demokratycznej Partii Serbii. Wysokie miejsca otrzymali przedstawiciele kultury, sportu czy mediów, m.in. dziennikarz Miroslav Lazanski, śpiewaczka operowa Jadranka Jovanović i trener tenisa ziemnego Bogdan Obradović. Zorganizowana przez postępowców koalicja „Aleksandar Vučić – Serbia Wygrywa” otrzymała ponad 48% głosów i 131 mandatów w 250-osobowej Skupsztinie.
Aleksandar Vučić ponownie został desygnowany na premiera, 8 sierpnia 2016 ogłosił skład swojego drugiego gabinetu. W tym samym roku SNS uzyskała status członka stowarzyszonego w ramach Europejskiej Partii Ludowej. W lutym 2017 partia zdecydowała się wystawić w kwietniowych wyborach prezydenckich urzędującego premiera, który zwyciężył w nich w pierwszej turze głosowania. W czerwcu 2017 postępowcy dołączyli do powołanego z inicjatywy prezydenta rządu Any Brnabić.
Urzędujący prezydent pozostał przewodniczącym partii. Na potrzeby wyborów parlamentarnych w 2020 wokół SNS powstała wspierająca prezydenta koalicja „Aleksandar Vučić – Dla Naszych Dzieci”, do której przyłączyło się większość dotychczasowych ugrupowań sojuszniczych. W wyborach tych (zbojkotowanych przez główne partie opozycyjne) blok ten odniósł kolejne zdecydowane zwycięstwo – otrzymał 61% głosów i 188 miejsc w parlamencie. Przedstawiciele SNS objęli następnie znaczną część stanowisk w utworzonym w październiku 2020 drugim gabinecie dotychczasowej premier.
Już w październiku 2020 prezydent zapowiedział przedterminowe wybory nie później niż w kwietniu 2022. Ostatecznie w kwietniu 2022 wybierano zarówno prezydenta, jak i nowy parlament. W wyborach prezydenckich Aleksandar Vučić z powodzeniem ubiegał się o prezydencką reelekcję; ponownie wygrał w pierwszej turze z wynikiem 60,0% głosów. SNS wraz z dotychczasowymi koalicjantami (do których dołączyła dodatkowo Lepsza Serbia) na potrzeby wyborów parlamentarnych zawiązała blok pod szyldem „Aleksandar Vučić – Razem Możemy Wszystko”. Listę wyborcza otworzyła Danica Grujičić, a wysokie miejsca otrzymali przedstawiciele nauki, kultury i sportu (m.in. matematyk Stojan Radenović, prawnik Žika Bujuklić, biolożka molekularna Jelena Begović, aktorzy Lazar Ristovski i Lepomir Ivković czy tenisistka stołowa Borislava Perić). Koalicja zajęła w głosowaniu pierwsze miejsce z wynikiem 44% głosów (120 mandatów). Działacze SNS weszli następnie w skład utworzonego w październiku 2022 trzeciego rządu Any Brnabić. W kwietniu 2023 do postępowców przyłączyła się Lepsza Serbia.
W maju 2023 nowy przewodniczącym SNS został rekomendowany przez Aleksandara Vučicia Miloš Vučević. W grudniu 2023 odbyły się kolejne przedterminowe wyborów parlamentarnych. Postępowcy ponownie zorganizowali wyborczą koalicję (z udziałem m.in. większości dotychczasowych partnerów), którą nazwano „Aleksandar Vučić – Serbia nie może się zatrzymać”. Lista ta w głosowaniu zajęła pierwsze miejsce z wynikiem niespełna 47% głosów (129 mandatów). W maju 2024 przedstawiciele SNS objęli funkcje rządowe w nowo powołanym gabinecie ich przewodniczącego. Miloš Vučević podał się jednak do dymisji w styczniu 2025 na skutek długotrwałych protestów antyrządowych, do których doszło po katastrofie budowlanej w Nowym Sadzie. W kwietniu 2025 postępowcy współtworzyli nowy rząd, na czele którego stanął bezpartyjny endokrynologi Đuro Macut.